# Бад-Вимсбах-Найдхартинг
Бад-Вимсбах-Найдхартинг (нем. Bad Wimsbach-Neydharting) — ярмарочная коммуна (нем. Marktgemeinde) в Австрии, в федеральной земле Верхняя Австрия.
Входит в состав округа Вельс. Население составляет 2362 человека (на 31 декабря 2005 года). Занимает площадь 24 км². Официальный код — 41 803.

## Политическая ситуация
Бургомистр коммуны — Вальтер Шиндлауэр (АНП) по результатам выборов 2003 года.
Совет представителей коммуны (нем. Gemeinderat) состоит из 25 мест.
- АНП занимает 12 мест.
- СДПА занимает 12 мест.
- АПС занимает 1 место.